# Yassine Bounou
Yassine Bounou (tiếng Ả Rập: ياسين بونو; sinh ngày 4 tháng 4 năm 1991), còn được biết là Bono, là một cầu thủ bóng đá chuyên nghiệp người Maroc hiện thi đấu ở vị trí thủ môn cho câu lạc bộ Al Hilal tại Saudi Pro League và Đội tuyển bóng đá quốc gia Maroc.
Anh đã dành phần lớn sự nghiệp đội bóng ở Tây Ban Nha, có hơn 100 lần ra sân cho Girona và Sevilla ở La Liga và 56 lần ra sân cho Zaragoza và Girona ở Segunda División. Anh đã giành chức vô địch UEFA Europa League với Sevilla năm 2020.
Thi đấu quốc tế đầy đủ cho Maroc từ năm 2013, Bounou đã đại diện cho đội tuyển quốc gia tại hai giải đấu FIFA World Cup và ba giải đấu Cúp bóng đá châu Phi. Trước đây anh đã từng thi đấu cho U-23 Maroc tại Thế vận hội 2012.

## Sự nghiệp câu lạc bộ

### Atlético Madrid
Ngày 14 tháng 6 năm 2012, Bounou chuyển đến câu lạc bộ Atlético Madrid ở La Liga, ban đầu được giao cho đội dự bị ở Segunda División. Anh vào sân thường xuyên cho đội bóng từ trên băng ghế dự bị với tư cách là thủ môn thứ ba, và ký hợp đồng mới có thời hạn 4 năm vào ngày 31 tháng 5 năm 2013. Mùa hè năm 2014, sau khi có được lợi thế từ sự ra đi của Thibaut Courtois và Daniel Aranzubia, anh chắc chắn được đôn lên đội hình chính. Anh có trận ra mắt cho Aletico Madrid vào ngày 24 tháng 7 năm 2014, trong chiến thắng 1–0 trước CD Numancia ở giao hữu trước mùa giải.

### Zaragoza
Ngày 1 tháng 9 năm 2014, Bounou được Real Zaragoza ở Segunda División cho mượn với bản hợp đồng kéo dài một mùa giải. Bị thủ môn Óscar Whalley loại trong nửa đầu của mùa giải, anh ra mắt lần đầu cho Real Zaragoza vào ngày 11 tháng 1 năm 2015, trong trận thua 3–5 trước UD Las Palmas và kết thúc mùa giải 2014–15 với 16 lần ra sân. Trong trận play-off, sau màn trình diễn của Whalley dẫn đến trận thua 0–3 trên sân nhà trước Girona FC ở trận lượt đi, Bounou thay cho Whalley ở vị trí bắt chính để giành chiến thắng 4–1 và đi tiếp nhờ luật bàn thắng trên sân khách; Zaragoza thua UD Las Palmas trong trận chung kết tương tự. Ngày 23 tháng 7 năm 2015, anh trở lại đội bóng ở Aragon, một lần nữa với thêm bản hợp đồng cho mượn một năm.

### Girona
Ngày 12 tháng 7 năm 2016, Bounou ký hợp đồng vĩnh viễn có thời hạn 2 năm đối với đội bóng đồng hương Girona. Anh đã thi đấu đúng một nửa số trận trong mùa giải đầu tiên khi đội bóng thăng hạng đứng thứ hai. Tháng 1 năm 2019, Bounou được lựa chọn đầu tiên ỏ câu lạc bộ hàng đầu, anh gia hạn hợp đồng đến tháng 6 năm 2021.

### Sevilla
Ngày 2 tháng 9 năm 2019, sau khi đội bóng xứ Catalonia xuống hạng, Bounou gia nhập đội bóng Sevilla ở giải đấu cao nhất, dưới dạng cho mượn trong một năm. Anh thi đấu thường xuyên ở cúp Quốc gia và khi đội bóng giành chức vô địch UEFA Europa League 2019–20, nhận được nhiều lời khen ngợi cho màn trình diễn của Bono trước Wolverhampton Wanderers trong trận tứ kết, khi anh cản phá một quả phạt đền từ Raúl Jiménez để giành chiến thắng 1–0, cũng trong trận bán kết thắng Manchester United 2–1, và cuối cùng là pha cứu thua quyết định của anh trước pha của Romelu Lukaku, để giành chức vô địch chung cuộc 3–2 trước Inter Milan.
Ngày 4 tháng 9 năm 2020, Bounou ký hợp đồng vĩnh viễn với Sevilla có thời hạn 4 năm. Ngày 21 tháng 3 năm 2021, ở phút cuối cùng của trận đấu gặp Real Valladolid, anh ghi bàn thắng đầu tiên với tư cách là một thủ môn chuyên nghiệp để ấn định tỷ số hòa 1–1.

## Sự nghiệp quốc tế
Bounou đủ điều kiện để đại diện cho Canada hoặc Maroc, nhưng anh đã chọn đại diện cho Maroc, ra mắt cho U-20 Maroc ở Giải Toulon 2012, thi đấu cả trận trong giải đấu này. Anh cũng có tên trong danh sách đội hình U–23 Maroc tham dự Thế vận hội Mùa hè 2012, nhưng đóng vai trò là thủ môn dự phòng cho Mohamed Amsif trong giải đấu mà U–23 Maroc bị loại ở vòng bảng.
Ngày 14 tháng 8 năm 2013, Bounou được triệu tập lên đội hình chính cho trận giao hữu gặp Burkina Faso. Anh ra mắt vào ngày hôm sau, thi đấu toàn bộ hiệp hai trong trận thua chung cuộc 1–2.
Tháng 5 năm 2018, Bounou có tên trong đội tuyển quốc gia Maroc tham dự giải FIFA World Cup ở Nga, Tại Cúp bóng đá châu Phi 2019 ở Ai Cập, anh được lựa chọn đầu tiên cho đội tuyển Maroc, giữ sạch lưới trong các trận thắng 1–0 vượt qua Namibia và Bờ Biển Ngà để giành quyền vào vòng 16 đội.
Bounou cũng được mời lên đội tuyển Maroc tham dự Cúp bóng đá châu Phi 2021 ở Cameroon. Tại giải đấu này, anh đã gây chú ý khi bảo vệ tiếng Ả Rập của mình và từ chối nói chuyện với báo chí bằng tiếng Pháp hoặc tiếng Anh; một cú chọc ở CAN vì đã không thuê một phiên dịch viên tiếng Ả Rập nào.
Ngày 10 tháng 11 năm 2022, Bounou có tên trong danh sách 26 cầu thủ cho đội tuyển Maroc tham dự FIFA World Cup 2022 ở Qatar. Bono đã thực hiện hai pha cứu thua trong loạt sút luân lưu ở vòng 16 đội trước Tây Ban Nha, giúp Maroc lần đầu tiên trong lịch sử giành quyền vào tứ kết.

## Thống kê sự nghiệp

### Câu lạc bộ
Tính đến 9 tháng 11 năm 2022
| Câu lạc bộ          | Mùa giải            | Giải đấu            | Giải đấu | Giải đấu | Cúp Quốc gia | Cúp Quốc gia | Châu lục | Châu lục | Khác | Khác | Tổng cộng | Tổng cộng |
| Câu lạc bộ          | Mùa giải            | Giải đấu            | Trận     | Bàn      | Trận         | Bàn          | Trận     | Bàn      | Trận | Bàn  | Trận      | Bàn       |
| ------------------- | ------------------- | ------------------- | -------- | -------- | ------------ | ------------ | -------- | -------- | ---- | ---- | --------- | --------- |
| Wydad AC            | 2010–11             | Botola              | 0        | 0        | 0            | 0            | 1        | 0        | —    | —    | 1         | 0         |
| Wydad AC            | 2011–12             | Botola              | 10       | 0        | 0            | 0            | 0        | 0        | —    | —    | 10        | 0         |
| Wydad AC            | Tổng cộng           | Tổng cộng           | 10       | 0        | 0            | 0            | 1        | 0        | —    | —    | 11        | 0         |
| Atlético Madrid B   | 2012–13             | Segunda División B  | 24       | 0        | —            | —            | —        | —        | —    | —    | 24        | 0         |
| Atlético Madrid B   | 2013–14             | Segunda División B  | 23       | 0        | —            | —            | —        | —        | —    | —    | 23        | 0         |
| Atlético Madrid B   | Tổng cộng           | Tổng cộng           | 47       | 0        | —            | —            | —        | —        | —    | —    | 47        | 0         |
| Atlético Madrid     | 2013–14             | La Liga             | 0        | 0        | 0            | 0            | 0        | 0        | 0    | 0    | 0         | 0         |
| Zaragoza (mượn)     | 2014–15             | Segunda División    | 16       | 0        | 0            | 0            | —        | —        | 3    | 0    | 19        | 0         |
| Zaragoza (mượn)     | 2015–16             | Segunda División    | 19       | 0        | 0            | 0            | —        | —        | —    | —    | 19        | 0         |
| Zaragoza (mượn)     | Tổng cộng           | Tổng cộng           | 35       | 0        | 0            | 0            | —        | —        | 3    | 0    | 38        | 0         |
| Girona              | 2016–17             | Segunda División    | 21       | 0        | 0            | 0            | —        | —        | —    | —    | 21        | 0         |
| Girona              | 2017–18             | La Liga             | 30       | 0        | 1            | 0            | —        | —        | —    | —    | 31        | 0         |
| Girona              | 2018–19             | La Liga             | 32       | 0        | 0            | 0            | —        | —        | —    | —    | 32        | 0         |
| Girona              | Tổng cộng           | Tổng cộng           | 83       | 0        | 1            | 0            | —        | —        | —    | —    | 84        | 0         |
| Sevilla (mượn)      | 2019–20             | La Liga             | 6        | 0        | 2            | 0            | 10       | 0        | —    | —    | 18        | 0         |
| Sevilla             | 2020–21             | La Liga             | 33       | 1        | 6            | 0            | 5        | 0        | 1    | 0    | 45        | 1         |
| Sevilla             | 2021–22             | La Liga             | 31       | 0        | 0            | 0            | 10       | 0        | —    | —    | 41        | 0         |
| Sevilla             | 2022–23             | La Liga             | 12       | 0        | 0            | 0            | 4        | 0        | —    | —    | 16        | 0         |
| Sevilla             | Tổng cộng           | Tổng cộng           | 84       | 1        | 8            | 0            | 29       | 0        | 1    | 0    | 122       | 1         |
| Tổng cộng sự nghiệp | Tổng cộng sự nghiệp | Tổng cộng sự nghiệp | 257      | 1        | 9            | 0            | 30       | 0        | 4    | 0    | 300       | 1         |

1. ↑  Ra sân tại CAF Champions League
2. ↑  Ra sân tại La Liga play-offs
3. ↑  Ra sân tại UEFA Europa League
4. 1 2  Ra sân tại UEFA Champions League
5. ↑  Ra sân tại UEFA Super Cup
6. ↑  6 lần ra sân tại UEFA Champions League, 4 lần ra sân tại UEFA Europa League

### Đội tuyển quốc gia
| Đội tuyển quốc gia | Năm       | Trận | Bàn |
| ------------------ | --------- | ---- | --- |
| Maroc              | 2013      | 1    | 0   |
| Maroc              | 2014      | 0    | 0   |
| Maroc              | 2015      | 3    | 0   |
| Maroc              | 2016      | 2    | 0   |
| Maroc              | 2017      | 2    | 0   |
| Maroc              | 2018      | 4    | 0   |
| Maroc              | 2019      | 10   | 0   |
| Maroc              | 2020      | 4    | 0   |
| Maroc              | 2021      | số 8 | 0   |
| Maroc              | 2022      | 18   | 0   |
| Maroc              | 2023      | 6    | 0   |
| Maroc              | 2024      | 5    | 0   |
| Tổng cộng          | Tổng cộng | 63   | 0   |

## Danh hiệu
Wydad AC
- Botola: 2009–10

Atlético Madrid
- La Liga: 2013–14

Sevilla
- UEFA Europa League: 2019–20, 2022–23

Cá nhân
- Cúp Zamora của La Liga: 2021–22[37]
- Đội hình xuất sắc nhất UEFA Europa League: 2019–20[38]
- MVP châu Phi giữa mùa giải của La Liga: 2021–22[39]
- MVP châu Phi ở La Liga: 2021–22 [40]
- Đội hình xuất sắc nhất mùa giải của La Liga: 2021–22 [41]